# Beréznik
Beréznik (en rus: Березник) és un poble del krai de Perm, a Rússia, que el 2016 tenia 5 habitants.